# 王庭筠
王庭筠（1156年—1202年），字子端，别号雪溪。辽东熊岳人，金代书画家。

## 生平
王庭筠生於正隆元年（1156年）。自幼聪颖，七岁学诗，為人文采風流，世宗大定十六年（1176年）進士，初授承事郎，改調恩州军事判官，由应奉翰林文字迁翰林修撰。後因在馆陶任职期间曾犯贪污罪，去職。居山东郓城黄华山下，自号黄华山主。明昌元年（1190年）再度入朝，應書畫局都監召，曾召試館職。明昌三年（1192年）改應奉翰林文字，明昌五年（1194年）遷翰林修撰。隔年王庭筠推薦趙秉文入翰林，又因趙秉文上書論宰相胥持國事罪，被牽連解職。承安二年（1197 年）降職任鄭州防御判官。工詩文，书法学米芾，“沉顿雄快”。元好问称赞他“诗文有师法，高出时辈之右”，又说他“暮年诗律深严，七言长篇尤以险韵为工。”泰和元年（1201年）任翰林修撰。次年去世。著有《薙辨》十卷，文集四十卷，皆不传。近人黃毓黼輯為《黃華集》八卷。

## 家族
先祖东汉末年太原王烈。
外祖父张浩，左相。父王遵古，海陵煬王正隆五年進士。